# Kesanje
Izraz kesánje pomeni obžalovanje grehov oziroma napačnih dejanj, ki jih je zagrešila določena oseba.
V krščanski teologiji je kesanje prvi korak k zakramentu spovedi (drugi korak je izpovedovanje grehov, tretji korak pa je pokora).

## Molitve
Kesanje je tudi ime krščanske molitve, s katero skesanec prosi Boga za odpuščanje grehov:
Moj Bog, žal mi je, da sem grešil(a) in žalil(a) tebe, ki si moj najboljši Oče. Trdno sklenem, da se bom poboljšal(a), pomagaj mi s svojo milostjo. Amen.
Ta molitev je sestavni del spovedi, kristjani pa jo pogosto molijo tudi ob drugih priložnostih.
Druga molitev z istim imenom, s katero verniki izražajo svojo skesanost in željo po poboljšanju, se moli na začetku maše:
Vsemogočnemu Bogu in vam, bratje in sestre, priznam, da sem grešil v mislih, besedah in dejanju, mnogo dobrega opustil in slabega storil. Žal mi je, zelo mi je žal. Zato prosim sveto Devico Marijo, vse angele in svetnike in tudi vas, prosite zame Boga, nebeškega Očeta.
V krščanski teologiji velja kesanje za popolno, če izvira iz ljubezni do Boga. Kesanje iz strahu pred posledicami ni popolno.